# Korrigerande våldtäkt
Korrigerande våldtäkt, även kallat homofobisk våldtäkt, är ett hatbrott där någon våldtas på grund av den sexuella läggning eller könsidentitet som personen har eller uppfattas ha. Offret är ofta lesbisk eller transperson. 
Termen myntades i Sydafrika efter att välkända fall av korrigerande våldtäkter av lesbiska kvinnor som Eudy Simelane och Zoliswa Nkonyana blev offentliga.
Spridningen av termen har ökat medvetenheten och uppmuntrat HBTQ-personer över hela världen att träda fram med sina egna berättelser om att ha blivit våldtagna som straff för eller i ett försök att ändra deras sexuella läggning eller könsidentitet. Trots att vissa länder har lagar som skyddar HBTQ-personer förbises ofta korrigerande våldtäkter.